# Centre national de gestion des essais de produits de santé
Le Centre national de gestion des essais de produits de santé (CeNGEPS) est un groupement d'intérêt public créé fin mars 2007 (publication au Journal officiel du 28 mars 2007) pour une durée de quatre ans. Prorogé en 2011 pour un second mandat (2011/2015). Il est présidé par le Pr Régis Bordet, neuro-pharmacologue au CHU de Lille. Son directeur est Marie Lang, directeur d'hôpital.

## Mission
« Recruter plus, plus vite et mieux » dans les essais cliniques industriels en France ».
Il a pour mission de renforcer les performances de l’organisation de l’expérimentation médicale en France afin d’en faciliter la réalisation, d’augmenter le nombre de sujets inclus et d’accélérer l’obtention des résultats. La vocation du CeNGEPS n’est pas de réaliser lui-même des essais cliniques ou de conduire une activité d’expérimentation médicale. Il est de garantir que cette expérimentation pourra se dérouler sans heurts dans les meilleures conditions avec l’infrastructure nécessaire.

## Contexte de mise en place
L’expérimentation humaine des produits de santé fait partie des étapes de développement des innovations médicales et conditionne leur utilisation et leur commercialisation. 
Elle est précédée d’études in vitro et d’expérimentations animales en particulier dans le domaine de la pharmacodynamie, de la pharmacocinétique et de la toxicologie. 
L’expérimentation clinique sur l’homme du médicament comprend trois phases successives qui permettent de tester sur un nombre de plus en plus important, d’abord de volontaires sains, puis de patients, l’efficacité et l’innocuité d’une nouvelle molécule ou d’un nouveau dispositif médical. Ce développement en trois étapes permet également de déterminer la posologie et les indications d’utilisation. Cette expérimentation est assurée par des médecins, qui sont appelés investigateurs.
L’expérimentation du médicament ne s’arrête pas une fois obtenue l’autorisation de mise sur le marché (AMM) qui autorise sa commercialisation. Les essais cliniques peuvent être réalisés tout au long du cycle de vie d’un produit et ne sont pas cantonnés aux étapes qui précédent sa commercialisation. Un médicament, même lorsque son efficacité et ses conditions d’utilisation ont été définies, est susceptible d’extensions d’indications dans des pathologies ou des groupes de patients où son efficacité n’avait pas été testée au départ.
Parce que leur réalisation dépend de la mobilisation de patients, les essais cliniques associent, à des niveaux d’implication variable, l’ensemble des opérateurs de santé :
- en priorité les établissements hospitaliers
- pour les essais en cancérologie, les centres de lutte contre le cancer
- les cabinets de médecine de ville
- etc.

Même si les français reconnaissent l'utilité scientifique des essais cliniques, 76 % d'entre eux n'y participeraient pas . Or sans volontaires sains ou malades, il n'est pas possible de réaliser d'essais cliniques.
Exemple même de partenariat public/privé en matière de recherche, le  GIP CeNGEPS a été initié lors des rencontres du Conseil stratégique des industries de santé (CSIS). Cette instance de discussion a été mise en place en 2005 par le Premier ministre de l’époque, Jean-Pierre Raffarin, pour renforcer l’attractivité de la France pour les industries de santé, sur le modèle du « Pharmaceutical Industry Competitiveness Task Force » (PICTF) créé par Tony Blair en Grande-Bretagne. Elle associe au plus haut niveau les pouvoirs publics représentés par le 1er ministre, les ministres de la santé, de la Recherche, de l’Économie, Finances et Industrie et des représentants des laboratoires pharmaceutiques.

## Nature juridique du GIP CeNGEPS
Le CeNGEPS est un groupement d’intérêt public, une formule juridique créée par l’article 21 de la loi 83-610 du 15 juillet 1982 qui permet d’associer, dans un objectif commun, au sein d’une même personne morale de droit public structure des personnes morales de droit public et de droit privé.
Le GIP est composé de neuf membres :
- l’Inserm détenteurs de 9 % de parts ;
- les sept délégations inter-régionales de recherche clinique (DIRC) détentrices de 6 % chacune ;
- le LEEM (les entreprises du médicament), syndicat représentant les laboratoires pharmaceutiques en France, détenteur de 49 % des parts du GIP.

Quatre partenaires associés participent à ses instances avec compétence consultative :
- l’Agence nationale de sécurité du médicament et des produits de santé ;
- la Fédération hospitalière de France (FHF) ;
- la Fédération nationale des centres de lutte contre le cancer (FNCLCC) ;
- l’association de la conférence des présidents d’université pour la recherche (ACPUR).

## Fonctionnement
L’organisation du GIP CeNGEPS repose sur deux instances collégiales : une assemblée générale délibérative qui se réunit deux fois par an et un Conseil scientifique et technique, composé d’experts hospitaliers, académiques et industriels de la recherche clinique, à compétence consultative.
L'assemblée générale inaugurale du GIP CeNGEPS s’est tenue le jeudi 26 avril 2007 au ministère de la Santé.

## Ressources
Le CeNGEPS dispose du produit d’une taxe additionnelle sur le chiffre d’affaires de l’industrie pharmaceutique instaurée par l’article 23 de la Loi de finances rectificatives 2005 du 30 décembre 2005.
Son rapport a été pour ses deux premières années de collecte par l’AFSSAPS de 9 995 250 € en 2009 et de 10 329 912 € en 2010, soit une augmentation sur 2 ans de 3,3 %.

## Activité du GIP CeNGEPS
Agence de moyens et non opérateur de recherche, le CeNGEPS a des frais de fonctionnement limités, inférieurs à 5 % de ses ressources (3,7 % en 2010). Ceci afin de consacrer la quasi-totalité des moyens dont il dispose au financement d'actions opérationnelles pour faciliter la réalisation des essais cliniques industriels.
Le CeNGEPS attribue des financements aux opérateurs de recherche clinique, au travers d'appels à projets annuels, ce qui constitue l'un de ses modes d'actions privilégiés. Le caractère annuel de ces appels à projets lui permet de suivre à intervalle régulier l'engagement des crédits accordés et leur impact.
L'activité du GIP « CeNGEPS » se déploie dans quatre directions, selon un plan d'ensemble devant permettre d'agir de manière complémentaire sur un certain nombre de points de blocage ou de faiblesses de la recherche clinique industrielle :
1. soutenir les investigateurs et participer à la professionnalisation des structures en assurant, l’apport de personnels médical et technique de recherche via :
  - un appel à projets visant au "Renfort de la filière hospitalière d'essais cliniques industriels" doté pour sa dernière édition[Quand ?] de 9,4 millions d’euros associant les sept DIRC (Délégations inter-régionales de recherche clinique). L’hôpital est un lieu de prédilection de réalisation ou de coordination (essai « cille/hôpital ») des essais cliniques. Au terme de l’évaluation des demandes de financement présentées, l’Assemblée générale du GIP « CeNGEPS » a attribué aux DIRC, pour l’année 2011, des dotations variant de 1 050 000 € à 2 390 000 €. Ces dotations visent pour l’essentiel à assurer le financement de plus de 220 personnels de recherche ;
  - un appel à projets visant au « Soutien des réseaux thématiques d’investigation pour la recherche clinique industrielle » doté pour sa dernière édition en 2011 de 3,1 million d'euros. Vingt-trois réseaux d'envergure nationale ou inter régionale (en cancérologie, en pédiatrie, sur la maladie d'Alzheimer, en infectiologie…) ont été sélectionnés et bénéficient de financements qui doivent leur permettre de se structurer en mettant en place des référents permettant de réaliser des essais cliniques ;
2. coordonner des actions d'envergure nationale pour harmoniser et rationaliser les procédures afin d'accélérer la mise en place et le suivi des essais cliniques :
  - mise au point d’une grille de calcul des surcouts hospitaliers des essais cliniques pour faciliter le règlement des préalables financiers entre les laboratoires et les établissements hospitaliers où se déroulent les essais ;
  - assurer le développement d’un logiciel de gestion des essais cliniques et de suivi des inclusions qui assure la dématérialisation des tâches. Le développement de ce logiciel « SIGREC » [5](système informatique de gestion de la recherche et des essais cliniques) est mené en partenariat avec le ministère de la Santé (DGOS/Mission Tarification à l’activité). La maîtrise d’œuvre a été confiée au CHRU de Lille ;
3. faciliter les relations entre les promoteurs industriels d’essais cliniques et les investigateurs avec :
  - la mise en place de points de contact dans chacune des sept inter-régions afin d’assurer une interface entre les promoteurs industriels d’essais cliniques, les médecins investigateurs, les établissements de santé où ils exercent pour assurer l’intercommunicabilité, des suivis d’activité, des éventuels recours en cas de difficultés ;
  - la constitution de bases d’information disponibles sur le site internet du CeNGEPS : annuaire des réseaux d’investigation clinique ; recueil des formations  la recherche clinique ; cartographie des centres d’inclusion ;
4. favoriser l'information du grand public sur la recherche clinique par la mise en ligne depuis fin avril 2010 d'un portail internet "notre-recherche-clinique.fr", en partenariat avec la Fédération hospitalière de France.

Le site du CeNGEPS compte deux volets complémentaires :
- apporter des bases d'information accessibles sur la recherche clinique et le déroulement des essais cliniques, ceci étant illustré par des témoignages vidéos des acteurs et des professionnels de cette activité, au premier rang desquels le patient et le volontaire sain ;
- assurer la visibilité d'essais cliniques en cours, que leurs promoteurs jugent stratégiques ou qui rencontrent des retards ou des difficultés d'inclusions via un répertoire avec moteur de recherche permettant aux internautes de sélectionner ceux qui peuvent les intéresser.